# Deauville (Sherbrooke)
Pour les articles homonymes, voir Deauville (homonymie).
Deauville est une ancienne municipalité québécoise dont le territoire fait maintenant partie de l'arrondissement Rock-Forest–Saint-Élie–Deauville de la ville de Sherbrooke.
À l'occasion d'un séjour en France, le maire Edgar Genest revint avec l'intention de changer le nom de Petit-Lac-Magog par celui de Deauville, car la ville française de Deauville, dans le département du Calvados, l'avait impressionné, en raison de la luxueuse station balnéaire qu'on y retrouve. Ce changement de nom fut apporté en 1945.